# Lygosoma koratense
Espèce
Synonymes
- Riopa koratense (Smith, 1917)

Statut de conservation UICN

 LC  : Préoccupation mineure
Lygosoma koratense est une espèce de sauriens de la famille des Scincidae.

## Répartition
Cette espèce est endémique des montagnes de Dong Phaya Yen dans le Centre de la Thaïlande.

## Étymologie
Son nom d'espèce, composé de korat et du suffixe latin -ense, « qui vit dans, qui habite », lui a été donné en référence au lieu de sa découverte : la ville de Korat.

## Publication originale
- Smith, 1917 : Descriptions of new reptiles and a new batrachian from Siam. The journal of the Natural History Society of Siam, vol. 2, p. 221-225 (texte intégral).